# Корякин, Юрий Александрович
Юрий Александрович Корякин (8 декабря 1943 — 21 сентября 2013) — советский хоккеист, нападающий. Мастер спорта СССР.
В чемпионате СССР играл за ленинградские команды «Кировец» (1961/62), «Спартак» (1962/63), СКА (1963/64 — 1965/66). В низших лигах выступал за «Металлург» Череповец (1966/67 — 1968/69), «Динамо» Ленинград (1969/70 — 1970/71), «Нефтяник» Ухта (1971/72).
Скончался в 2013 году. Похоронен на Красненьком кладбище.